# 1925年鐵路
此條目列出1925年發生有關鐵路運輸的事件。

## 事件

### 1月
- 1月1日：印度政府取代東印度鐵路公司（英语：East Indian Railway Company）[1]。

### 2月
- 2月3日：大印度半島鐵路（英语：Great Indian Peninsular Railway）完成孟買市郊維多利亞終點站的電氣化工程[1]。
- 2月16日：尼亞加拉大瀑布上興建了一條新的懸索橋，取代1855年興建的斜拉橋。

### 3月
- 3月14日：獨立地鐵系統第八大道線開工[2]。
- 3月24日：玉南電氣鐵道通車。

### 4月
- 4月24日：五日市線通車，來往拜島站和五日市站。

### 7月
- 7月1日：印度政府取得大印度半島鐵路（英语：Great Indian Peninsular Railway）[1]。
- 7月10日：東武鐵道東上線通車。

### 11月
- 11月1日：山手線通車。

### 12月
- 12月27日：馬德里地鐵支線通車。